# Liste der denkmalgeschützten Objekte in Frymburk u Sušice
Grundlage dieser Liste der denkmalgeschützten Objekte in Frymburk u Sušice ist die ÚSKP-Liste (Ústřední seznam kulturních památek České republiky, deutsch Zentrale Liste der Kulturdenkmäler der Tschechischen Republik), die von der tschechischen Denkmalschutzbehörde NPÚ (Národní památkový ústav, deutsch Nationale Denkmalbehörde) seit 1987 geführt wird und an die seit dem Jahr 1850 geschaffenen Listen anschließt.

## Denkmalgeschützte Objekte nach Ortsteilen

### Frymburk
| Lage                                              | Objekt  | Beschreibung | ÚSKP-Nr.                  | Bild           |
| ------------------------------------------------- | ------- | --- | ------------------------- | -------------- |
| Frymburk, Hügel nördlich der Ortschaft (Standort) | Kapelle | Kapelle auf dem Platz eines mittelalterlichen Festung. | 26551/4-3518 Info Katalog | weitere Bilder |
| Frymburk, Frymburk 1 (Standort)                   | Festung | Ursprünglich eine Renaissance-Festung, die im 19. Jahrhundert zu einem Herrenhaus umgebaut wurde. Erhaltene Sgraffito-Verzierung und Gewölbe in Innenräumen. | 47200/4-3519 Info Katalog | weitere Bilder |